# Monoeca xanthopyga
Monoeca xanthopyga là một loài Hymenoptera trong họ Apidae. Loài này được Harter-Marques, Cunha & Moure mô tả khoa học năm 2001.